# Snow White
「Snow White」（スノウ・ホワイト）は、日本のバンドDのメジャー3枚目のシングル。2009年1月21日発売。発売元はavex trax。

## 概要
- 初回限定盤2タイプと通常盤がそれぞれ発売され、初回盤Aタイプには「Snow White」のビデオクリップ付、Bタイプにはオフショット、ライブ映像を収録。また、すべてのタイプに於いて一部収録曲が異なる。
- 通常盤にのみ収録されている「what is Going On with The Human」は、映画『GOTH』のCMソングにタイアップ。

## 収録曲
1. Snow White
（作詞、作曲：ASAGI）
2. Snow White〜Another gift〜
（作詞、作曲：ASAGI）
3. Snow White（インストゥルメンタル）
  - Night-ship“D”(Live at STUDIO COAST)
（作詞、作曲：ASAGI） Aタイプにのみ収録
  - 闇より暗い慟哭のアカペラと薔薇より赤い情熱のアリア (Live at STUDIO COAST)
（作詞、作曲：ASAGI） Bタイプにのみ収録
  - SIGNAL (Live at STUDIO COAST)
（作詞、作曲：ASAGI） Bタイプにのみ収録
  - what is Going On with The Human
（作詞、作曲：ASAGI） 通常盤にのみ収録。